# 博馬高原
博馬高原（Boma Plateau）位於蘇丹東南部瓊萊省和東赤道省，與埃塞俄比亞高地連接，是區內雀鳥的重要濕地。過度放牧和利用槍枝過度捕獵在威脅著野生生物。 1977年，博馬國家公園成立，面積228萬公頃。博馬高原是全球數個有野生小果咖啡生長的地方。